# Rambla de Alcázar
El rambla de Alcázar es una rambla del sur de la península ibérica perteneciente a la cuenca mediterránea andaluza que discurre en su totalidad por el territorio del sur de la provincia de Granada (España). 

## Curso
La rambla de Alcázar nace en la sierra de la Contraviesa, en el término municipal de Órgiva y realiza un recorrido en dirección sur-norte a lo largo de unos 9 km a través de la comarca de La Alpujarra hasta su desembocadura en el río Guadalfeo, dentro del término municipal de Torvizcón. 

## Flora y fauna
La rambla de Alcázar fue propuesta por la organización WWF para su inclusión en la red Natura 2000 de la Unión Europea por su hábitat de galerías y matorrales ribereños termomediterráneos (Nerio-Tamaricetea).